# أرشيف.تودي
أرشيف.تودَي (بالإنجليزية: archive.today) هو موقع أرشفة يخزن لقطات من صفحات الشبكة العنكبوتية العالمية. وهو يخزن صفحة واحدة كل مرة بشكل مشابه لـويب سايت، وبحدود 50 ميجابايت لكل صفحة، مع دعم لبعض المواقع المعتمدة على جافا سكريبت مثل خرائط جوجل، وتطبيقات الويب التقدمية، وتويتر.
يقوم أرشيف.تودَي بأخذ لقطتين لصفحات الويب في وقت واحد، من أجل صفحة الويب نفسها إضافة إلى لقطة شاشة للصفحة.

## المزايا
كان أرشيف.تودَي يستخدم محرك فانتوم جَي إس لإظهار الصفحات، ولكن في 29 نوفمبر 2019 بدأ أرشيف.تودَي باستخدام محرك كروميوم.
يستخدم أرشيف.تودَي محرك جوجل للبحث، وسينت أو إس في حال عدم استطاعته العثور على نتائج يستخدم ياندكس بدلًا من ذلك.
عند أرشفة صفحة على أرشيف.تودَي، فلا يمكن حذفها مباشرة من قبل أي مستخدم.
لا يمكن أرشفة أرشيف.تودَي على واي باك مشين لأن أرشيف.تودَي يمنع ذلك. لكن العكس ممكن، رغم أنه يستغرق وقتًا أطول.
يمكن منع واي باك مشين من أرشفة بعض صفحات الويب باستخدام ملف robots.txt، ولكن أرشيف.تودَي لا يستخدم هذا ولا يمكن منعه من أرشفة أي موقع.

## التاريخ
أطلق أرشيف.تودَي في 2012. الاسم الأصلي للموقع هو أرشيف.تودَي، ولكن في مايو 2015 تم تغيير الاسم إلى أرشيف.آي إس (بالإنجليزية: archive.is).
في يناير 2019، أصبح الاسم الرسمي للموقع هو أرشيف.تودَي مجددًا.

## الرقابة العالمية

### أستراليا
في مارس 2019 تم حظر الموقع في أستراليا بسبب هجومي كرايستشيرش في 2019.
تم إلغاء الحظر لاحقا في 2022.

### روسيا
في روسيا يمكن الوصول للموقع فقط من خلال بروتوكول نقل النص الفائق (بالإنجليزية: HTTP)؛ الوصول خلال بروتوكول نقل النص الفائق الآمن (بالإنجليزية: HTTPS) محظور.

### الصين
في الصين، تم حظر أرشيف.تودَي منذ مارس 2016،
و أرشيف.إل آي (بالإنجليزية: archive.li) منذ سبتمبر 2017،
و أرشيف.إف أو (بالإنجليزية: archive.fo) منذ يوليو 2018.

### فنلندا
حظرت فنلندا الموقع في 21 يوليو 2015، بسبب خلاف بين الموقع والحكومة الفنلندية.

## وصلات خارجية
الموقع الرسمي